# 愛媛近鉄タクシー
愛媛近鉄タクシー株式会社（えひめきんてつタクシー）は、愛媛県松山市に本社を置く近鉄タクシーホールディングス傘下のタクシー会社である。

## 概要
近鉄タクシーホールディングスのグループ会社で、愛媛県の中予地方・東予地方の一部を営業地域としている。一般のタクシーや松山市内の観光タクシーの他、西条市・新居浜市と松山空港を結ぶ乗合シャトルを運行している。

## 営業所
- 本社（宮西）営業所 - 愛媛県松山市宮西2丁目9-37
- 石手営業所 - 愛媛県松山市石手2丁目9-19
- 三津営業所 - 愛媛県松山市三杉町9-8
- 松山南営業所 - 愛媛県松山市
- 新居浜営業所 - 愛媛県新居浜市西原1丁目1-70
- 西条営業所 - 愛媛県西条市玉津字上八反625-5
- 松山配車センター - 愛媛県松山市宮西2丁目9-37
- 新居浜配車センター - 愛媛県新居浜市西原1丁目1-70